# Numb Chucks
Numb Chucks è una serie animata televisiva canadese, trasmessa in Canada dal 7 gennaio 2014 su YTV. In Italia è andata in onda dal 10 novembre 2014 su Boing e dal 13 luglio 2015 su Cartoon Network.

## Trama
La serie racconta la storia di due marmotte che imparano il karate guardando un video del leggendario Woodchuck Morris. In seguito decidono di emulare il loro eroe utilizzando la tecnica appresa per difendere la loro comunità dai criminali.

## Episodi
| Stagione         | Episodi | Prima TV Canada | Prima TV Italia |
| ---------------- | ------- | --------------- | --------------- |
| Prima stagione   | 52      | 2014            | 2014            |
| Seconda stagione | 52      | 2015-2016       | 2015-2016       |

## Personaggi
Dilweed Chuck
Doppiata da: Terry McGurrin (ed. inglese), Ruggero Andreozzi (ed. italiana)
È il protagonista. Una marmotta maschio bionda ingenua e molto scema, ma nonostante ciò è più intelligente del co-protagonista. È fratello maggiore di Fungus, essendo nato 15 secondi prima di lui. Ama il karate e il suo idolo è Woodchuck Morris. Indossa la sua fascia per karate in testa. Va d'accordo con tutti, soprattutto con Fungus. Purtroppo gli altri lo vedono come un pericolo pubblico e tanti ne hanno paura, per esempio Hooves. Ama la sporcizia. È molto scatenato.
Fungus Chuck
Doppiato da: Lou Attia (st. 1), Cory Doran (st. 2) (ed. inglese), Davide Garbolino (ed. italiana)
È il co-protagonista della storia. Fratello di Dilweed, dimostra di essere scemo ma mai scatenato. È il più giovane dei due fratelli, essendo nato 15 secondi dopo Dilweed, il suo manto è di colore marrone. La fascia da karate la usa come cintura e spesso viene usato come cavia per i nuovi colpi inventati da zero dal fratello. Fungus non prova in alcun modo il dolore e la tristezza e dimostra di essere totalmente privo di intelligenza. Come il protagonista ha come idolo Woodchuck Morris.
Buford G. Butternut
Doppiato da: Andrew Jackson (ed. inglese), Luca Ghignone (ed. italiana)
Una pecora maschio adolescente. Ama i videogiochi e odia Dilweed e Fungus. Non ha amici, ma sembra non soffrirne in alcun modo. È un tipo infido, egoista e pessimista e odia aiutare il prossimo. Abita con sua nonna ed è figlio unico. È innamorato di Quills.
Quills
Doppiata da: Bryn McAuley (ed. inglese), Ughetta d'Onorascenzo (ed. italiana)
Marmotta femmina di color fucsia. Gestisce un negozio/ristorante/bar. È molto intelligente e leale. Odia Buford ma è troppo gentile per dichiararglielo.
Hooves
Doppiato da: Rob Tinkler (ed. inglese), Stefano Albertini (ed. italiana)
Alce bionda. Va all'università e ama l'arte. Il suo nome completo è Sir Rupert Van Der Hooves.
Nonna Butternut
Doppiata da: Julie Lemieux (ed. inglese), Caterina Rochira (ed. italiana)
Sembra una dolce nonnina a cui piace creare maglioni ma in realtà è una spia ed è bravissima nel karate. È la nonna di Buford e si dimostra gentile, comprensiva e affettuosa. È una pecora gialla con degli occhialoni.
Woodchuck Norris
Doppiato da: Joris Jarsky (ed. inglese), Pietro Ubaldi (ed. italiana)
L'idolo dei protagonisti. Una marmotta bionda, molto forte nel karate, ma scema. È una star televisiva.

## Doppiaggio
| Personaggio         | Doppiatore originale                 | Doppiatore italiano   |
| ------------------- | ------------------------------------ | --------------------- |
| Dilweed Chuck       | Terry McGurrin                       | Ruggero Andreozzi     |
| Fungus Chuck        | Lou Attia (st. 1) Cory Doran (st. 2) | Davide Garbolino      |
| Buford G. Butternut | Andrew Jackson                       | Luca Ghignone         |
| Quills              | Bryn McAuley                         | Ughetta d'Onorascenzo |
| Hooves              | Rob Tinkler                          | Stefano Albertini     |
| Nonna Butternut     | Julie Lemieux                        | Caterina Rochira      |
| Woodchuck Norris    | Joris Jarsky                         | Pietro Ubaldi         |